# Ochthebius joosti
Ochthebius joosti es una especie de escarabajo del género Ochthebius, familia Hydraenidae. Fue descrita científicamente por Jaech en 1992.
Se distribuye por Turkmenistán (localidad de Baýramaly). Mide 2,8 milímetros de longitud.